# Boek van de Wei
Het Boek van de Wei of Weishu is een van de boeken uit de Vierentwintig Geschiedenissen, de verzameling officiële geschiedenissen van Chinese keizerlijke dynastieën. Het werk is samengesteld door Wei Shou (506-572), een historicus in dienst van de Noordelijk Qi, kwam tot stand in 554 en beschrijft de geschiedenis van de Noordelijke Wei-dynastie (386-535) en de Oostelijke Wei-dynastie (534-550). Daarentegen wordt (in juan 22) de eerste heerser van de Westelijke Wei-dynastie een usurpator genoemd. Wegens veronderstelde vooringenomenheid werd het werk in de traditionele Chinese historiografie zeer bekritiseerd en waren er reeds onder de noordelijke Song (960-1127) 30 van de oorspronkelijke 131 juan geheel of gedeeltelijk verloren geraakt.

## Ontstaan
In 551 kreeg Wei Shou van keizer Wenxuan (r.550-559) van de Noordelijk Qi opdracht tot het samenstellen van een geschiedenis van de Noordelijke Wei-dynastie. Hij kon daarbij gebruikmaken van werk dat een groot aantal historici reeds tijdens de Wei-dynastie had verricht:
- Deng Yuan (鄧淵) had onder keizer Daowu (r.377-409) in zijn Dai ji (代記) 10 juan aan keizerlijke annalen samengesteld over de voorouders van de stichter van de Wei-dynastie, de heersers over Dai, de oorspronkelijke naam van het koninkrijk van de Tuoba.
- Gao Yun (高允, 391-487) en Cui Hao (崔浩, 381-450) breidden dat werk uit tot 30 juan. Keizer Taiwu (424-452) beschouwde feiten over zijn voorouders die Cui Hao had vermeld als beledigend en schadelijk voor het aanzien van zijn dynastie. Cui Hao zou (Han)-Chinese instituties meer waarderen dan die van de Tuoba en werd in 450 met zijn gehele familie en naaste medewerkers terechtgesteld.
- Vanaf 487 stelden Li Biao (李彪, 441-501) en Cui Guang (崔光, 451-523) documenten samen, die de periode tot en met de regering van keizer Xianwen (r.466-471) omvatten. Zij waren de eerste historici in Wei die de jizhuanti-stijl toepasten door het materiaal te splitsten in annalen, tabellen, verhandelingen en biografieën. Zij volgden daarmee het voorbeeld van Shiji en Hanshu.
- Xing Luang (邢巒, 464-514) stelde tussen 500 en 514 een overzicht samen van de activiteiten van keizer Xiaowen (r.471-499). Zijn werk liep echter niet verder dan tot 490.
- Cui Hong (†527) en Wang Zunye kregen opdracht dit overzicht voort te zetten tot 515 (dus inclusief de regeerperiode van keizer Xuanwu, r.499-515).

Wei Shou deed hetzelfde voor de laatste keizers van de Wei-dynastie. Vervolgens werkte hij vanaf 551 aan de uiteindelijke dynastieke geschiedenis van de Wei. Volgens juan 104 van Weishu koos hij als assistenten Fang Yan-you (房延祐), Xin Yuanzhi (辛元植), Diao Rou (刁柔, 501-556), Pei Angzhi (裴昂之), Gao Xiaogan (高孝幹), Qiwu Huaiwen (綦毋懷文) en Sui Zhongrang (眭仲讓). Wei Shou overhandigde het grootste deel van het werk in de derde maand van 554 aan de keizer. In de elfde maand van datzelfde jaar presenteerde hij het resterende gedeelte, dat bestond uit tien 'verhandelingen'.

## Na de presentatie
Direct na de presentatie ontstond ophef over het werk. Wei Shou werd partijdigheid verweten bij de wijze waarop hij een groot aantal functionarissen had beschreven. Dit werd door hun nakomelingen beschouwd als een belediging van hun voorouders en daarmee een belediging van henzelf. Zij betitelden het boek niet als weishu, maar als huishu (穢書). Dat leek in uitspraak op weishu, maar betekende 'boek van vuiligheid'. Wei Shou werd tot tweemaal toe gedwongen zijn werk te herzien, eerst tussen 560-561 en daarna nogmaals tussen 565 en 572, het jaar waarin hij stierf.
Omdat Wei Shou in dienst was van de Noordelijke Qi, beschouwde hij die dynastie als legitieme opvolger van de Noordelijke Wei. Het Hemels Mandaat zou via Oostelijke Wei zijn overgegaan naar de Noordelijke Qi-dynastie. De eerste heerser van  de Westelijke Wei, keizer Wen (r.535-551) wordt in juan 22 slechts met zijn persoonsnaam Yuan Baoju (元寶炬) genoemd en ontving de toevoeging jian (僭, usurpator). Dit werd Wei Shou onder de Sui en Tang-dynastie zeer kwalijk genomen. Zij beschouwden niet de Noordelijke Qi, maar de twee dynastieën die Chang'an als hoofdstad hadden, de Westelijke Wei en de Noordelijke Zhou, als de rechtmatige opvolgers van de Noordelijke Wei. Volgens juan 56 van Beishi zou zijn graf daarom geschonden zijn en zijn tot stof vergaan lichaam in de vier windrichtingen zijn verspreid. Keizer Wen, stichter van de Sui-dynastie gaf aan Wei Dan (魏澹) opdracht voor het samenstellen van een nieuwe geschiedenis van de Wei (Weishu, 魏澹) waarin de voorkeur van Wei Shou voor de Noordelijke Qi was verwijderd. Zhang Taisu (張太素) kreeg onder de Tang-dynastie een soortgelijke opdracht. Het door hem voltooide werk heette eveneens Weishu.
Ook historicus Liu Zhiji (661-721) bekritiseerde het werk van Wei Shou fel, nu om zijn voorkeur voor de Noordelijke Dynastieën ten koste van die van de Zuidelijke Dynastieën. Zo worden in juan 96-98 van Weishu de keizers van de Oostelijke Jin (317-420) jian (僭, usurpators) genoemd en ontvingen die van de Liu Song (420-479) en de Zuidelijke Qi-dynastie (479 – 502) de neerbuigende toevoeging daoyi (島夷, barbaren van de eilanden). Volgens Liu Zhiji  diende een historicus bij het schrijven strikt objectief te blijven en mocht hij bij beoordelingen niet uitgaan van morele waarden of van veronderstellingen die niet op feiten waren gebaseerd.
Tijdens de Song-dynastie waren 30 van de oorspronkelijke 131 juan geheel of gedeeltelijk verloren geraakt. In de 11e eeuw kreeg een groep geleerden opdracht Weishu te reconstrueren. Tot die groep behoorden Liu Ban (劉放, 1023-1089), Liu Shu (劉恕, 1032-1078), An Dao (安燾, 1034-1108) en Fan Zuyu (范祖禹, 1041-1098). Zo werden de annalen van keizer Taizong (juan 3) en de verhandeling over astronomie (juan 105) aangevuld vanuit de werken van Wei Dan en Zhang Taisu. Juan 12-15, 17-20, 22, 25, 33-34, 81-83, 85-87, 89 en 101-104 kregen aanvullingen uit Beishi (北史, Geschiedenis van het Noorden), het nu verloren werk Gaoshi xiaoshi (高氏小史) door Gao Jun (高峻) en Xiuwendian yulan (修文殿御覽), een traditionele Chinese encyclopedie uit de Noordelijke Qi. Juan 84 en 91 konden niet verder meer worden aangevuld. Ook de eerste tien verhandelingen zijn verloren.

## Inhoud
De volgorde van de onderdelen bij Weishu wijkt af van die van Shiji en Hanshu. Na de annalen volgen de biografieën en pas daarna de verhandelingen. Dit heeft te maken met de wijze waarop het werk tot stand is gekomen. Eigenlijk bestaat de Weishu uit 114 juan (12 benji, 92 liezhuan en 10 shu). De omvangrijke hoofdstukken zijn later gesplitst in twee, drie of soms zelfs vier delen. Dit geldt met name voor de verhandelingen. Het totaal aantal juan bedraagt dan 130. Bij citaten en verwijzingen wordt de nummering van de indeling in 114 juan gebruikt. Weishu vormt de belangrijkste historische bron voor de Noordelijke Wei.
| dynastieke geschiedenis | benji (annalen) | shijia (erfelijke geslachten | biao (tabellen) | liezhuan (biografieën) | zhi (verhandelingen)   | Totaal aantal juan |
| ----------------------- | --------------- | ---------------------------- | --------------- | ---------------------- | ---------------------- | ------------------ |
| Weishu                  | 12 (14)         | -                            | -               | 92 (96)                | 10 (20) 10 onderwerpen | 114 (130)          |

### Annalen
Ji (紀, annalen), 12 (14) juan. Keizerlijke biografieën in strikt annalistische vorm die een chronologisch overzicht bieden van de belangrijkste gebeurtenissen, bezien vanuit het keizerlijke hof. Er zijn geen keizerlijke annalen van Tuoba Yu (拓跋余, de prins van Nan'an (南安王), die in 452 voor korte tijd keizer was en van Yuan Ye (元曄, 509 – 532), de prins van Changguang (長廣王, ook prins van Donghai, 東海王), die in 530 voor korte tijd keizer was.
Juan 1-12:
| juan    | Titel                                  | Vertaling                                         | Opmerkingen |
| ------- | -------------------------------------- | ------------------------------------------------- | --- |
| 1.      | Xu ji (序紀)                           | voorwoord op de keizerlijke annalen               | Annalen van de voorouders van de keizers van de Noordelijke Wei, waaronder de koningen van Dai. |
| 2.      | Taizu ji (太祖紀)                      | keizerlijke annalen van Taizu                     | Annalen van keizer Daowu (北魏道武帝, r.386-408), tempelnaam: Taizu (太祖) |
| 3.      | Taizong ji (太宗紀)                    | keizerlijke annalen van Taizong                   | Annalen van keizer Mingyuan (北魏明元帝, r.409-423), tempelnaam: Taizong (太宗) |
| 4A. 4B. | Shizu ji (世祖紀) Gongzong ji (恭宗紀) | keizerlijke annalen van Shizu en van Gongzong     | Annalen van keizer Taiwu (北魏太武帝, r.423-451), tempelnaam Shizu (世祖) en van zijn zoon Tuoba Huang (拓拔晃), kroonprins Jingmu (景穆太子, †451), die vervolgens door diens zoon keizer Wencheng postuum tot keizer Jingmu (景穆皇帝) werd geproclameerd, met als tempelnaam Gongzong (恭宗)                                                                                                |
| 5.      | Gaozong ji (高宗紀 )                   | keizerlijke annalen van Gaozong                   | Annalen van keizer Wencheng (北魏文成帝, r.452-465), tempelnaam: Gaozong (高宗) |
| 6.      | Xianzu ji (顯祖紀)                     | keizerlijke annalen van Xianzu                    | Annalen van keizer Xianwen (北魏獻文帝, r.465-470), tempelnaam: Xianzu (顯祖) |
| 7A. 7B. | Gaozu ji (高祖紀)                      | keizerlijke annalen van Gaozu                     | Annalen van keizer Xiaowen (北魏孝文帝 r.471-499), tempelnaam: Gaozu (高祖) |
| 8.      | Shizong ji (世宗紀)                    | keizerlijke annalen van Shizong                   | Annalen van keizer Xuanwu (北魏宣武帝, r.499-515), tempelnaam: Shizong (世宗) |
| 9.      | Suzong ji (肅宗紀)                     | keizerlijke annalen van Suzong                    | Annalen van keizer Xiaoming (北魏孝明帝, r.515-528), tempelnaam: Suzong (肅宗) |
| 10.     | Xiaozhuang ji (孝莊紀)                 | keizerlijke annalen van Xiaozhuang                | Annalen van keizer Xiaozhuang (北魏孝莊, r.528-529), staat niet vermeld onder zijn tempelnaam Jingzong (敬宗) |
| 11.     | feichu san di ji (廢出三帝紀)          | keizerlijke annalen van de drie afgezette keizers | Het betreft hier: - Beiwei Qianfeidi (北魏前廢帝, de eerdere afgezette keizer van de Noordelijke Wei), Beiwei Jiemindi (北魏節閔帝), Prins van Guangling (廣陵王, r.531) - Beiwei Houfeidi, (北魏後廢帝, de latere afgezette keizer van de Noordelijke Wei), Prins van Anding (安定王, r.531) - Beiwei Xiaowudi (北魏孝武帝), Beiwei Chudi (北魏出帝), Prins van Pingyang (平陽王, r. 532-534) |
| 12.     | Xiaojing ji (孝静紀)                   | keizerlijke annalen van Xiaojing                  | Annalen van keizer Xiaojing (東魏孝靜帝, r. 534-550), (enige) keizer van de Oostelijke Wei |

### Exemplarische overleveringen
Liezhuan (列傳, exemplarische overleveringen, vaak aangeduid als biografieën), 92 (96) juan. Biografieën van belangrijke personen. De biografie beperkte zich tot het beschrijven van gebeurtenissen die het exemplarische karakter van de betreffende persoon duidelijk moesten maken. In juan 13 worden keizerinnen en keizerlijke concubines beschreven en in juan 83 hun familieleden. In juan 14-22 gebeurt hetzelfde voor leden van de keizerlijke familie. Verder zijn er een groot aantal individuele biografieën. Vanaf juan 83 zijn er collectieve biografieën, waarbij de beschreven personen in categorieën zijn geplaatst. Juan 95-99 beschrijven de betrekkingen tussen Noordelijke Wei en de verschillende buurstaten. Hierbij gaat het om enkele van de Zestien Koninkrijken, de Jin-dynastie en de Zuidelijke Dynastieën. De heersers van Jin worden wei (偽, illegaal) genoemd en die van de Zuidelijke Qi-dynastie en Liu Song-dynastie, twee van de Zuidelijke Dynastieën, krijgen de toevoeging daoyi (島夷, barbaren van de eilanden). Juan 100-103 beschrijven de betrekkingen tussen Wei en de verschillende buurvolkeren. Zij werden geplaatst onder liezhuan omdat het memoranda betrof die op persoonlijke titel waren geschreven. Juan 104 vormt het nawoord met een autobiografie van samensteller Wei Shou.
Juan 13-104:
| juan           | Titel | Vertaling | Opmerkingen |
| -------------- | --- | --- | --- |
| 13.            | huanghou liezhuan (皇后 列傳) | biografieën van keizerinnen | Genoemd worden: - Shenyuan huanghou Dou shi (神元皇后竇氏, †248), madame Dou, keizerin van Tuoba Liwei (拓跋力微, zijn postume naam was Shenyuandi, 神元帝). - Wendi huanghou Feng shi (文帝皇后封氏), madame Feng, keizerin van Tuoba Shamohan (拓跋沙漠汗, zijn postume naam was Wendi, 文帝). - Huandi huanghou Qi shi (桓帝皇后祁氏, †324), madame Qi, keizerin van Tuoba Yiyi (拓跋猗㐌, r.291-303, zijn postume naam was Huandi, 桓帝). - Pingwen huanghou Wang shi (平文皇后王氏, †355), madame Wang, keizerin van Tuoba Yulü (拓跋鬱律, r.317-321, zijn postume naam was Pingwendi, 平文帝). - Zhaocheng huanghou Murong shi (昭成皇后慕容氏, †360), madame Murong, keizerin van Tuoba Shiyijian (拓跋什翼犍, r.338-376, zijn postume naam was Zhaochengdi, 昭成帝). - Xianming huanghou (献明皇后, 351–396), keizerin Xianming, de formele titel van prinses-weduwe Helan (賀蘭太后), echtgenote van Tuoba Shi (拓拔寔), kroonprins van Tuoba Shiyijian (拓跋什翼犍, r.338-376) en moeder van Tuoba Gui (拓跋珪 Beiwei Daowudi (北魏道武帝), die in 386 het koninkrijk Dai herstelde. - (echtgenotes van keizer Daowu 北魏道武帝, r.386-408): - Daowu huanghou Murong shi (道武皇后慕容氏), madame Murong, formeel: keizerin Daowu (道武皇后) - Daowu Xuanmu huanghou Liu shi (道武宣穆皇后劉氏, †409), madame Liu, concubine van Daowudi en moeder van keizer Mingyuan, die haar eerde met de titel keizerin Xuanmu (宣穆皇后) - (echtgenotes van keizer Mingyuan, 北魏明元帝, r.409-423): - Mingyuan Zhaoai huanghou Yao shi (明元昭哀皇后姚氏, †420), madame Yao, concubine van keizer Mingyuan, die haar postuum eerde met de titel Keizerin Zhaoai (昭哀皇后) - Mingyuan Mi huanghou Du shi (明元密皇后杜氏, †420), madame Du (mogelijk Duguhun), concubine van keizer Mingyuan en moeder van keizer Taiwu. Zij kreeg postuum de titel keizerin Mi (密皇后) - (echtgenotes van keizer Taiwu 北魏太武帝, r.423-451): - Taiwu huanghou Helian shi (太武皇后赫連氏, †453), madame Helian werd in 432 keizerin (赫連皇后), na de dood van haar echtgenoot kreeg zij de titel keizerin Taiwu (太武皇后). - Taiwu Jingai huanghou He shi (太武敬哀皇后賀氏, †428), concubine He ((賀夫人) van Taiwu. Het is onduidelijk of zij afkomstig was uit de clan van de Helan (賀蘭) of van de Helai (賀賴). Zij was de moeder van kroonprins Tuoba Huang (拓拔晃, 428-451) en overleed mogelijk in het kraambed. Kreeg postuum de titel keizerin Jingai (敬哀皇后). - Jingmu Gong huanghou Yujiulü shi (景穆恭皇后郁久閭氏, †452), Yujiulü was concubine van kroonprins Tuoba Huang (拓拔晃, 428-451, formeel Kroonprins Jingmu, 景穆太子) en moeder van keizer Wencheng die haar postuum de titel keizerin Gong (恭皇后) verleende. - (echtgenotes van keizer Wencheng 北魏文成帝, r.452-465): - Wencheng Wenming huanghou Feng shi (文成文明皇后馮氏, 441-490), madame Feng, keizerin van Wenchengdi, kreeg na zijn dood de titel keizerin Wencheng Wenming (文成文明皇后). Zij bleef tot haar dood zeer invloedrijk als regentes voor de keizers Xianwen (r.465-470), die zij vermoedelijk liet vermoorden en Xiaowen (r.471-499). - Wencheng Yuan huanghou Li shi (文成元皇后李氏, †456), madame Li, concubine van Wenchengdi en moeder van keizer Xianwen, werd gedwongen tot zelfmoord toen haar zoon kroonprins werd (zoals toen gebruikelijk was). Haar postume naam werd keizerin Yuan Gong (元恭皇后) - Xianwen Si huanghou Li shi (献文思皇后李氏, †469), madame Li, concubine van keizer Xianwen (r.465-470) en moeder van keizer Xiaowen (467-499). Toen die in 469 kroonprins werd, overleed zijn moeder (mogelijk door zelfmoord, zoals toen gebruikelijk was volgens het systeem van zugui musi, 子貴母死, de zoon is nobel, de moeder is dood). Zij ontving als postume titel keizerin Si (思皇后) - (echtgenotes van keizer Xiaowen 北魏孝文帝, r.471-499): - Xiaowen Zhen huanghou Lin shi (孝文貞皇后林氏, †483), madame Lin was concubine van Xiaowen en moeder van kroonprins Yuan Xun (元恂, 483–497) en werd daarom gedwongen tot zelfmoord (zoals toen gebruikelijk was volgens zugui musi, 子貴母死). Keizer Xiaowen verleende haar postuum de titel keizerin Zhen (貞皇后). - Xiaowen Fei huanghou Feng shi (孝文废皇后馮氏), madame Feng was de eerste keizerin van Xiaowen, maar werd in 496 afgezet ten gunste van haar halfzus. Zij wordt keizerin Fei (废皇后, de afgezette keizerin) genoemd. - Xiaowen You huanghou Feng shi (孝文幽皇后馮氏, †499) was de tweede keizerin van Xiaowen en een halfzus van de vorige. Zij werd in 497 tot keizerin werd benoemd, maar na talrijke intriges werd zij onmiddellijk na de dood van Xiaowen gedwongen tot zelfmoord. Desondanks werd zij met eer begraven en werd formeel keizerin You (幽皇后). - Xiaowen Zhao huanghou Gao shi (孝文昭皇后高氏, 469-496), Gao Zhaorong (高照容) was een concubine van Xiaowen en moeder van keizer Xuanwu. Nadat haar zoon in 497 tot kroonprins was benoemd, werd zij vermoord, waarschijnlijk in opdracht van de (tweede) keizerin. Haar postume titel werd keizerin Zhao (昭皇后). - (echtgenotes van keizer Xuanwu 北魏宣武帝, r.499-515): - Xuanwu Shun huanghou Yu shi (宣武順皇后于氏, †507), keizerin Yu werd in 501 de eerste keizerin van Xuanwudi. Zij overleed plotseling in 507, mogelijk als gevolg van vergiftiging in opdracht van haar opvolgster, keizerin Gao. Haar postume titel werd keizerin Shun (順皇后). - Xuanwu huanghou Gao shi (宣武皇后高氏, †518), Gao Ying (高英) werd in 508 de tweede keizerin van Xuanwudi. Na zijn dood in 515, verloor zij haar titel en werd gedwongen in te treden in een boeddhistisch klooster, waar zij in 518 overleed. - Xuanwu Ling huanghou Hu shi (宣武靈皇后胡氏, †528), madame Hu was een concubine van Xuanwudi en moeder van keizer Xiaoming. Na de dood van Xuanwudi in 515 werd zij keizerin-weduwe en regentes voor haar zoon, die zij in 528 liet vergiftigen. Toen daarop de hoofdstad Luoyang werd veroverd door generaal Erzhu Rong liet hij haar verdrinken in de Gele Rivier. Haar teruggevonden lichaam werd in 533 met eer begraven. Zij ontving de postume titel keizerin Ling (靈皇后). - Xiaoming huanghou Hu shi (孝明皇后胡氏), madame Hu was keizerin van keizer Xiaoming (r. 515-528). Zij kregen geen kinderen en na zijn dood trad zij in in een boeddhistisch (of taoïstisch) klooster, waar zij in een onbekend jaar overleed. Zij heeft geen postume titel en staat slechts bekend als keizerin Hu. - Xiaojing huanghou Gao shi (孝静皇后高氏, †?), madame Gao werd in 539 keizerin van keizer Xiaojing 東魏孝靜帝 (r.534-550), formeel heerser van Oostelijk Wei. Het is onduidelijk of Yuan Zhangren (元長仁, †552, kroonprins vanaf 549) haar zoon was. Na de val van Oostelijk Wei in 550 werd de keizer verbannen en kreeg de keizerin de titel prinses van Zhongshan (Zhongshan wangfei, 中山王妃), maar werd ook wel prinses Taiyuan (Taiyuan gongzhu, 太原公主) genoemd. Na de moord op haar echtgenoot in 552 werd zij gedwongen te huwen met Yang Yin (楊愔, 511–560) een functionaris in dienst van Noordelijk Qi. Wat er verder met haar gebeurde is onbekend. Zij heeft geen postume titel en staat slechts bekend als keizerin Gao. |
| 14.            | Shenyuan Pingwen zhudi zisun liezhuan (神元平文諸帝子孫 列傳) | biografieën van kinderen en kleinkinderen van keizer Shenyuan en van keizer Pingwen | Genoemd worden: - Zonen en kleinzonen van Tuoba Liwei (拓跋力微), (Beiwei) Shenyuandi, 北魏神元帝, r.220-277): - Tuoba Heluo (拓跋紇羅), Shanggu gong Heluo (上谷公紇羅) - Tuoba Yingwen (拓跋嬰文), Jiande gong Yingwen (建德公嬰文) - Tuoba Lu (拓跋陸), Zhending hou Lu (真定侯陸) - Tuoba Yin (拓跋因), Wuling hou Yin (武陵侯因) - Tuoba Shoule (拓跋壽樂, †452), Zangle wang Shoule (長乐王寿乐) - Tuoba Tui (拓跋頽), Wangdu gong Tui (望都公頽) - Tuoba Suyan (拓跋素延, †409), Quyang hou Suyan(曲陽侯素延) - Tuoba Yu (拓跋郁, †465), Shunyang gong Yu (順陽公郁) - Tuoba Muchen (拓跋目辰, †479), Yidu wang Muchen (宜都王目辰) - Tuoba Liuxiu (拓跋六修, †316), mudi zhangzi liuxiu (穆帝長子六修) - Tuoba Bigan (拓跋比干), Jiyang nan Bigan (吉陽男比干) - Tuoba Lü (拓跋呂), Jiangxia gong Lü (江夏公呂) - Zonen en kleinzonen van Tuoba Yulü (拓跋鬱律), (Beiwei) Pingwendi, 北魏平文帝, r.317-321): - Tuoba Gu (拓跋孤), Gaoliang wang Gu (高涼王孤) - Tuoba Dun (拓跋敦), Xihe gong Dun (西河公敦) - Tuoba Shi (拓跋石), Situ Shi (司徒石) - Tuoba Wei (拓跋謂), Wuwei Jiang jun Wei (武衛将軍謂) - Tuoba Datou (拓跋大頭), Huailing hou Datou (淮陵侯大頭) - Tuoba Qi (拓跋齊), Hejian gong Qi (河間公齐) - Tuoba Chuzhen (拓跋處真, †447), Fufeng gong Chuzhen (扶風公处真) - Tuoba Ni (拓跋泥), Wen'an gong Ni (文安公泥) |
| 15.            | Zhaocheng zisun liezhuan (昭成子孫 列傳) | biografieën van kinderen en kleinkinderen van keizer Zhaocheng | Bedoeld zijn nakomelingen van Tuoba Shiyijian (拓跋什翼犍, r.338-376, zijn postume naam was Zhaochengdi, 昭成帝): - Tuoba Shijun (拓跋寔君, †376) - Tuoba Han (拓跋翰), Qinming wang Han (秦明王翰) - Tuoba Zun (拓跋遵, †407), Changshan wang Zun (常山王遵) - Tuoba Qian (拓跋虔, †396), Chenliu wang Qian (陳留王虔) - Tuoba Shun (拓跋顺), Piling wang Shun (毗陵王順) - Tuoba Yilie (拓跋意烈, †398), Liaoxi gong Yilie (遼西公意烈) - Tuoba Kuduo (拓跋窟咄, †386) |
| 16.            | Daowu qi wang liezhuan (道武七王 列傳) | biografieën van zeven prinsen van Daowu | Bedoeld zijn zonen van keizer Daowu 北魏道武帝, r.386-408: - Tuoba Shao (拓跋紹, 393-409), Qinghe wang Shao (清河王紹), 2e zoon - Tuoba Xi (拓跋熙, 399-421), Yangping wang Xi (陽平王熙) - Tuoba Yao (拓跋曜, 401-422), Henan wang Yao (河南王曜) - Tuoba Xiu (拓跋脩, †416), Hejian wang Xiu (河間王修), 5e zoon - Tuoba Chuwen (拓跋處文, 403-416), Zhangle wang Chuwen (長乐王處文), 6e zoon - Tuoba Lian (拓跋連, †427), Guangping wang Lian (廣平王連), 7e zoon - Tuoba Li (拓跋黎, †428), Jingzhao wang Li (京兆王黎), 8e zoon |
| 17.            | Mingyuan liu wang liezhuan (明元六王 列傳) | biografieën van zes prinsen van Mingyuan | Bedoeld zijn zonen van keizer Mingyuan, 北魏明元帝, r.409-423): - Tuoba Pi (拓跋丕, †444), Leping Li wang Pi (樂平戾王丕), 2e zoon - Tuoba Mi (拓跋彌, †424), Anding Shang wang Mi (安定殤王彌) - Tuoba Fan (拓跋範, †447), Le'an Xuan wang Fan (樂安宣王範), 4e zoon - Tuoba Jian (拓跋健, †441), Yongchang Zhuang wang Lian (永昌莊王健), 5e zoon - Tuoba Chong (拓跋崇, †453), Jianning Jing wang Chong (建寧景王崇) - Tuoba Jun (拓跋俊, †441), Xinxing gong Jun (新興公俊) |
| 18.            | Taiwu wu wang liezhuan (太武五王 列傳) | biografieën van vijf prinsen van Taiwu | Bedoeld zijn zonen van keizer Taiwu 北魏太武帝, r.423-451): - Tuoba Fuluo (拓跋伏羅, †447), Jin wang Fuluo (晋王伏羅), 2e zoon - Tuoba Han (拓跋翰, †452), Dongping wang Han (東平王翰), 3e zoon - Tuoba Tan (拓跋譚, †452), Linhuai Xuan wang Tan ((臨淮宣王譚), 4e zoon - Tuoba Jian (拓跋建, †452), Guangyang Jian wang Jian (廣陽簡王建), 5e zoon - Tuoba Yu (拓跋余, †452), Nan'an Yin wang Yu (南安隱王余, prins Ying van Nan'an), was na de moord op zijn vader in 452 voor zeven maanden keizer |
| 19A. 19B. 19C. | Jingmu shi er wang liezhuan (景穆十二王 列傳) | biografieën van twaalf prinsen van Jingmu | Bedoeld zijn zonen van Tuoba Huang (拓拔晃) (428-451), kroonprins Jingmu (景穆太子) onder keizer Taiwu, r.423-451: - Tuoba Xincheng (拓跋新成, †470), Yangping wang Xincheng (陽平王新成) - Tuoba Zitui (拓跋子推, †477), Jingzhao wang Zitui (京兆王子推) - Tuoba Xiaoxincheng (拓跋小新成, †467), Jiyin wang Xiaoxincheng (济陰王小新成) - Tuoba Tianci (拓跋天賜), Ruyin wang Tianci (汝陰王天賜) - Tuoba Wanshou (拓跋萬壽, †462), Lelang wang Wanshou (樂浪王萬寿) - Tuoba Luohou (拓跋洛侯, †461), Guangping wang Luohou (廣平王洛侯) - Tuoba Yun (拓跋雲, 446-481), Rencheng wang Yun (任城王雲) - Yuan Zhen (元楨, 447-496), Nan'an wang Zhen (南安王楨) - Tuoba Zhangshou (拓跋長壽, †474), Chengyang wang Zhangshou (城陽王長寿) - Tuoba Tailuo (拓跋太洛, †468), Zhangwu wang Tailuo (章武王太洛) - Tuoba Huer (拓跋胡兒, †468), Leling wang Huer (樂陵王胡兒) - Yuan Xiu (元休, †494) Anding wang Xiu (安定王休) |
| 20.            | Wencheng wu wang liezhuan (文成五王 列傳) | biografieën van vijf prinsen van Wencheng | Bedoeld zijn zonen van keizer Wencheng 北魏文成帝, r.452-465): - Tuoba Zangle (拓跋長樂, †470), Anle wang Zangle (安樂王長樂) - Tuoba Lüe (拓跋略, 450-480), Guangchuan wang Lüe (廣川王略) - Yuan Jian (元簡, 460-499), Qijun wang Jian (齊郡王簡) - Tuoba Ruo (拓跋若, 460-470), Hejian wang Ruo (河間王若) - Tuoba Meng (拓跋猛, †489 ), Anfeng wang Meng (安豊王猛) |
| 21A. 21B.      | Xianwen liu wang liezhuan (獻文六王 列傳) | biografieën van zes prinsen van Xianwen | Bedoeld zijn zonen van keizer Xianwen 北魏献文 r.465-470: - Yuan Xi (元禧, 460-501), Xiangyang wang Xi (咸陽王禧) - Yuan Gan (元幹, 469-499), Zhaojun wang Gan (趙郡王幹) - Yuan Yu (元羽, 470-501), Guangling wang Yu (廣陵王羽) - Yuan Yong (元雍, †528), Gaoyang wang Yong (高陽王雍) - Yuan Xiang (元詳, 476-504), Beihai wang Xiang (北海王詳) - Yuan Xie (元勰, 473-508), Pengcheng wang Xie (彭城王勰), ontving postuum de titel keizer Wenmu (文穆皇帝). |
| 22.            | Xiaowen wu wang liezhuan (孝文五王 列傳) | biografieën van vijf prinsen van Xiaowen | Bedoeld zijn zonen van keizer Xiaowen 北魏孝文帝, r.471-499): - Yuan Xun (元恂, 483-497), Feitaizi Xun (廢太子恂) - Yuan Yu (元愉, 480-508), Jingzhao wang Yu (京兆王愉) - korte vermelding van Yuan Baoju (元寶炬, 507–551), keizer Wen van de Westelijke Wei (r.535-551), die wordt gekarakteriseerd als een jian (僭, usurpator). - Yuan Yi (元懌, 487-520), Qinghe wang Yi (清河王懌) - Yuan Huai (元懷, 488-517), Guangping wang Huai (廣平王懷) - Yuan Yue (元悅, 494-533), Runan wang Yue (汝南王悅) |
| 23.            | Wei Cao Mo Han Liu Kuren liezhuan (衞操 莫含 劉庫仁 列傳) | biografieën van Wei Cao, Mo Han en Liu Kuren | Bevat: - Wei Cao (衞操) - Mo Han (莫含) - Liu Kuren (劉庫仁, †384) |
| 24.            | Yan Feng Xu Qian Zhang Gun Cui Xuanbo Deng Yuan liezhuan (燕鳳 許謙 張衮 崔玄伯 鄧淵 列傳) | biografieën van Yan Feng, Xu Qian, Zhang Gun, Cui Xuanbo en Deng Yuan | Bevat: - Yan Feng (燕鳳, †428) - Xu Qian (許謙, 334-396) - Zhang Gun (張袞, 339-410) - Cui Xuanbo (崔玄伯, †418) - Deng Yuan (鄧淵, †403) |
| 25.            | Zhang Sunsong Zhangsun Daosheng liezhuan (長孫嵩 長孫道生 列傳) | biografieën van Zhangsun Song en Zhangsun Daosheng | Bevat: - Zhangsun Song (長孫嵩, 358-437) - Zhangsun Daosheng (長孫道生, 370-451) |
| 26.            | Zhang Sunfei Wei Guzhen liezhuan (長孫肥 尉古真 列傳) | biografieën van Zhang Sunfei en Wei Guzhen | Bevat: - Zhang Sunfei (長孫肥, †408) - Wei Guzhen (尉古真) |
| 27.            | Mu Chong liezhuan (穆崇 列傳) | biografie van Mu Chong | Mu Chong (穆崇, †406) |
| 28.            | He Ba Xi Mu Mo Ti Yu Yeyan He Digan Li Li Liu Jie Gu Bi Zhang Li liezhuan (和跋 奚牧 莫題 庾業延 賀狄乾 李栗 劉潔 古弼 張黎 列傳) | biografieën van He Ba, Xi Mu, Mo Ti, Yu Yeyan, He Digan, Li Li, Liu Jie, Gu Bi en Zhang Li                                                                                                  | Bevat: - He Ba (和跋, †403) - Xi Mu (奚牧) - Mo Ti (莫題, †408) - Yu Yeyan (庾業延, †407, ook wel: Yu Yue, 庾岳) - He Digan (賀狄乾, †400), 賀狄干? - Li Li (李栗) - Liu Jie (劉潔) - Gu Bi (古弼) - Zhang Li (張黎, †452) |
| 29.            | Xi Jin Shu Sunjian liezhuan (奚斤 叔孫建 列傳) | biografieën van Xi Jin en Shu Sunjian | Bevat: - Xi Jin (奚斤, 369-448) - Shu Sunjian (叔孫建, 365-437) |
| 30.            | Wang Jian An Tong Lou Fulian Qiu Dui E Qing Liu Ni Xi Juan Cheyi Luodeng Su Shi Lai Daqian Zhou Ji Dou Daitian Zhou Guan Lü Dafei Wei Bo Lu Zhen Lü Luoba liezhuan (王建 安同 樓伏連 丘堆 娥清 劉尼 奚眷 車伊洛 宿石 來大千 周幾 豆代田 周觀 閭大肥 尉撥 陸真 呂洛拔 列傳) | biografieën van Wang Jian, An Tong, Lou Fulian, Qiu Dui, E Qing, Liu Ni, Xi Juan, Cheyi Luodeng, Su Shi, Lai Daqian, Zhou Ji, Dou Daitian, Zhou Guan, Lü Dafei, Wei Bo, Lu Zhen en Lü Luoba | Bevat: - Wang Jian (王建) - An Tong (安同, †429) - Lou Fulian (樓伏連, †449) - Qiu Dui (丘堆, †428) - E Qing (娥清) - Liu Ni (劉尼 †474) - Xi Juan (奚眷) - Cheyi Luo (車伊洛 †454) - Su Shi (宿石, 433-471) - Lai Daqian (來大千) - Zhou Ji (周幾, †426) - Dou Daitian (豆代田) - Zhou Guan (周觀) - Lü Dafei (閭大肥) - Wei Bo (尉撥, †470) - Lu Zhen (陸真) - Lü Luoba (呂洛拔) |
| 31.            | Yu Lidi liezhuan (于栗磾 列傳) | biografie van Yu Lidi | Yu Lidi (于栗磾) |
| 32.            | Gao Hu Cui Cheng Feng Yi liezhuan (高湖 崔逞 封懿 列傳) | biografieën van Gao Hu, Cui Cheng en Feng Yi | Bevat: - Gao Hu (高湖) - Cui Cheng (崔逞, †399) - Feng Yi (封懿, †417) |
| 33.            | Song Yin Wang Xian Qu Zun Zhang Pu Gu Hun Gongsun Biao Zhang Ji Li Xian Jia Yi Xue Ti liezhuan (宋隱 王憲 屈遵 張蒲 榖渾 公孫表 張濟 李先 賈彝 薛提 列傳) | biografieën van Song Yin, Wang Xian, Qu Zun, Zhang Pu, Gu Hun, Gongsun Biao, Zhang Ji, Li Xian, Jia Yi en Xue Ti                                                                            | Bevat: - Song Yin (宋隱) - Wang Xian (王憲, 378-466) - Zhang Pu (屈遵) - Qu Zun (張蒲) - Gu Hun (谷渾, †433) - Gongsun Biao (公孫表, 360-424) - Zhang Ji (張濟) - Li Xian (李先) - Jia Yi (賈彝) - Xue Ti (薛提, †452) |
| 34.            | Wang Luo Er Che Lutou Lu Luyuan Chen Jian Wan Anguo liezhuan (王洛兒 車路頭 盧魯元 陳建 萬安國 列傳) | biografieën van Wang Luo Er, Che Lutou, Lu Luyuan, Chen Jian en Wan Anguo | Bevat: - Wang Luo Er (王洛兒, †413) - Che Lutou (車路頭) - Lu Luyuan (盧魯元, †443) - Chen Jian (陳建, †485) - Wan Anguo (萬安國, 454-476) |
| 35.            | Cui Hao liezhuan (崔浩 列傳) | biografie van Cui Hao | Cui Hao (崔浩, 381-450) |
| 36.            | Li Shun liezhuan (李順 列傳) | biografie van Li Shun | Li Shun (李順, †442) |
| 37.            | Sima Xiuzhi Sima Chuzhi Sima Jingzhi Sima Shufan Sima Tianzhu liezhuan (司馬休之 司馬楚之 司馬景之 司馬叔璠 司馬天助 列傳) | biografieën van Sima Xiuzhi, Sima Chuzhi, Sima Jingzhi, Sima Shufan en Sima Tianzhu | Bevat: - Sima Xiuzhi (司馬休之, †417) - Sima Chuzhi (司馬楚之, 390-464) - Sima Jingzhi (司馬景之) - Sima Shufan (司馬叔璠) - Sima Tianzhu (司馬天助) |
| 38.            | Diao Yong Wang Huilong Han Yanzhi Yuan Shi liezhuan (李寶 列傳) | biografieën van Diao Yong, Wang Huilong, Han Yanzhi en Yuan Shi | Bevat: - Diao Yong (刁雍, 390-484) - Wang Huilong (王慧龍, 391-440) - Han Yanzhi (韓延之) - Yuan Shi (袁式, †467) |
| 39.            | Li Bao liezhuan (李寶 列傳) | biografie van Li Bao | Li Bao (李寶, 407-459) |
| 40.            | Lu Si liezhuan (陸俟 列傳) | biografie van Lu Si | Lu Si (陸俟, 392-458) |
| 41.            | Yuan He liezhuan (源賀 列傳) | biografie van Yuan He | Yuan He (源賀, 407-479) |
| 42.            | Xue Bian Kou Zan Li Fan Han Xiu Yao Xuan liezhuan (薛辯 寇贊 酈範 韓秀 堯暄 列傳) | biografie van Xue Bian, Kou Zan, Li Fan, Han Xiu en Yao Xuan | Bevat: - Xue Bian (薛辯, 379-422) - Kou Zan (寇讚, 363-448) - Li Fan (酈範, 428-489) - Han Xiu (韓秀) - Yao Xuan (堯暄) |
| 43.            | Yan Leng Mao Xiuzhi Tang He Liu Xiubin Fang Fashou liezhuan (嚴棱 毛修之 唐和 劉休賓 房法夀 列傳) | biografie van Yan Leng, Mao Xiuzhi, Tang He, Liu Xiubin en Fang Fashou | Bevat: - Yan Leng (嚴稜, †423) - Mao Xiuzhi (毛脩之) - Tang He (唐和) - Liu Xiubin (劉休賓, †472) - Fang Fashou (房法壽) |
| 44.            | Luo Jie Yi Bo Yi Gui He Qinu Gou Tui Xueye Zhe Yuwen Fu Fei Yu Meng Wei liezhuan (羅結 伊馛 乙瑰 和其奴 苟頽 薛野𧗠者 宇文福 費于 孟威 列傳) | biografie van Luo Jie, Yi Bo, Yi Gui, He Qinu, Gou Tui, Xueye Zhe, Yuwen Fu, Fei Yu en Meng Wei                                                                                             | Bevat: - Luo Jie (羅結) - Yi Bo (伊馛) - Yi Gui (乙瓌, †459) - He Qinu (和其奴, †469) - Gou Tui (苟頹, †489) - Xueye Zhe (薛野䐗) - Yuwen Fu (宇文福, †520) - Fei Yu (費於), 費于? - Meng Wei (孟威, †536) |
| 45.            | Wei Lang Du Quan Pei Jun Xin Shaoxian Liu Chong liezhuan (韋閬 杜銓 裴駿 辛紹先 柳崇 列傳) | biografie van Wei Lang, Du Quan, Pei Jun, Xin Shaoxian en Liu Chong | Bevat: - Wei Lang (韋閬) - Du Quan (杜銓) - Pei Jun (裴駿, †468) - Xin Shaoxian (辛紹先, †489) - Liu Chong (柳崇) |
| 46.            | Dou Jin Xu Yan Li Xin liezhuan (竇瑾 許彦 李欣 列傳) | biografie van Dou Jin, Xu Yan en Li Xin | Bevat: - Dou Jin (竇瑾, †454) - Xu Yan (許彥) - Li Xin (李訢, †477) |
| 47.            | Lu Xuan liezhuan (魏書 列傳) | biografie van Lu Xuan | Lu Xuan (盧玄) |
| 48.            | Gao Yun liezhuan (高允 列傳) | biografie van Gao Yun | Gao Yun (高允, 390-487) |
| 49.            | Li Ling Cui Jian liezhuan (李靈 崔鑒 列傳) | biografieën van Li Ling en Cui Jian | Bevat: - Li Ling (李靈) - Cui Jian (崔鑒) |
| 50.            | Wei Yuan Murong Baiyao liezhuan (尉元 慕容白曜 列傳) | biografieën van Wei Yuan en Murong Baiyao | Bevat: - Wei Yuan (尉元, 413-439) - Murong Baiyao (慕容白曜, †470) |
| 51.            | Han Mao Pi Baozi Feng Chiwen Lu Luohan Kong Bogong liezhuan (韓茂 皮豹子 封敕文 吕羅漢 孔伯恭 列傳) | biografieën van Han Mao, Pi Baozi, Feng Chiwen, Lu Luohan en Kong Bogong | Bevat: - Han Mao (韓茂, 406-456) - Pi Baozi (皮豹子, †464) - Feng Chiwen (封敕文) - Lu Luohan (呂羅漢) - Kong Bogong (孔伯恭, †469) |
| 52.            | Zhao Yi Hu Fanghui Hu Sou Song Yao Zhang Zhan Zong Qin Duan Chenggen Kai Yin Liu Bing Zhao Rou Sou Chang Yin Zhongda liezhuan (趙逸 胡方回 胡叟 宋繇 張湛 宗欽 段承根 闞駰 劉昞 趙柔 索敞 陰仲達 列傳)                                                                     | biografieën van Zhao Yi, Hu Fanghui, Hu Sou, Song Yao, Zhang Zhan, Zong Qin, Duan Chenggen, Kai Yin, Liu Bing, Zhao Rou, Sou Chang en Yin Zhongda                                           | Bevat: - Zhao Yi (趙逸) - Hu Fanghui (胡方回) - Hu Sou (胡叟) - Song Yao (宋繇, 361-†?) - Zhang Zhan (張湛) - Zong Qin (宗欽) - Duan Chenggen (段承根) - Kai Yin (闞駰) - Liu Bing (劉昞) - Zhao Rou (趙柔) - Sou Chang (索敞) - Yin Zhongda (陰仲達) |
| 53.            | Li Xiaobo Li Chong liezhuan (李孝伯 李衝 列傳) | biografieën van Li Xiaobo en Li Chong | Bevat: - Li Xiaobo (李孝伯) - Li Chong (李沖, 450-498) |
| 54.            | You Ya Gao Lu liezhuan (游雅 高閭 列傳) | biografieën van You Ya en Gao Lu | Bevat: - You Ya (游雅, 404-461) - Gao Lu (高閭, †502) |
| 55.            | You Minggen Liu Fang liezhuan (游明根 劉芳 列傳) | biografieën van You Minggen en Liu Fang | Bevat: - You Minggen (游明根) - Liu Fang (劉芳, 453-513) |
| 56.            | Zheng Xi Cui Bian liezhuan (鄭羲 崔辯 列傳) | biografieën van Zheng Xi en Cui Bian | Bevat: - Zheng Xi (鄭羲, 426-492) - Cui Bian (崔辯, 424-485) |
| 57.            | Gao You Cui Ting liezhuan (高祐 崔挺 列傳) | biografieën van Gao You en Cui Ting | Bevat: - Gao You (高祐) - Cui Ting (崔挺, 445-503) |
| 58.            | Yang Bo liezhuan (楊播 列傳) | biografie van Yang Bo | Yang Bo (楊播, 453-513) |
| 59.            | Liu Chang Xiao Baoyin Xiao Zhengbiao liezhuan (劉昶 蕭寶夤 蕭正表 列傳) | biografieën van Liu Chang, Xiao Baoyin en Xiao Zhengbiao | Bevat: - Liu Chang (劉昶, 436-497) - Xiao Baoyin (蕭寶夤, 487-530) - Xiao Zhengbiao (蕭正表, 508-550) |
| 60.            | Han Qilin Cheng Jun liezhuan (韓麒麟 程駿 列傳) | biografieën van Han Qilin en Cheng Jun | Bevat: - Han Qilin 韓麒麟, 433-488) - Cheng Jun (程駿) |
| 61.            | Xue Andou Bi Zhongjing Shen Wenxiu Zhang Dang Tian Yizong Meng Biao liezhuan (薛安都 畢衆敬 沈文秀 張讜 田益宗 孟表 列傳) | biografieën van Xue Andou, Bi Zhongjing, Shen Wenxiu, Zhang Dang, Tian Yizong en Meng Biao                                                                                                  | Bevat: - Xue Andou (薛安都, 410-469) - Bi Zhongjing (畢眾敬, †491) - Shen Wenxiu (沈文秀, 426-486) - Zhang Dang (張讜, †474) - Tian Yizong (田益宗) - Meng Biao (孟表) |
| 62.            | Li Biao Gao Daoyue liezhuan (李彪 高道悦 列傳) | biografieën van Li Biao en Gao Daoyue | Bevat: - Li Biao (李彪, 444-501) - Gao Daoyue (高道悅) |
| 63.            | Wang Su Song Bian liezhuan (王肅 宋弁 列傳) | biografieën van Wang Su en Song Bian | Bevat: - Wang Su (王肅, 464-501) - Song Bian (宋弁) |
| 64.            | Guo Zuo Zhang Yi liezhuan (郭祚 張彝 列傳) | biografieën van Guo Zuo en Zhang Yi | Bevat: - Guo Zuo (郭祚, 449-515) - Zhang Yi (張彝) |
| 65.            | Xing Luan Li Ping liezhuan (邢巒 李平 列傳) | biografieën van Xing Luan en Li Ping | Bevat: - Xing Luan (邢巒, 464-514) - Li Ping (李平, †516) |
| 66.            | Li Chong Cui Liang liezhuan (李崇 崔亮 列傳) | biografieën van Li Chong en Cui Liang | Bevat: - Li Chong (李崇, 454-525) - Cui Liang (崔亮, 459-521) |
| 67.            | Cui Guang liezhuan (崔光 列傳) | biografie van Cui Guang | Cui Guang (崔光, 451-523) |
| 68.            | Zhen Chen Gao Cong liezhuan (甄琛 高聰 列傳) | biografieën van Zhen Chen en Gao Cong | Bevat: - Zhen Chen (甄琛, †524) - Gao Cong (高聰, 452-520) |
| 69.            | Cui Xiu Pei Yanjun Yuan Fan liezhuan (崔休 裴延俊 袁翻 列傳) | biografieën van Cui Xiu, Pei Yanjun en Yuan Fan | Bevat: - Cui Xiu (崔休, 472-523) - Pei Yanjun (裴延儁, †528) - Yuan Fan (袁翻, 476-528) |
| 70.            | Liu Zao Fu Yong Fu Shuyan Li Shen liezhuan (劉藻 傅永 傅竪眼 李神 列傳) | biografieën van Liu Zao, Fu Yong, Fu Shuyan en Li Shen | Bevat: - Liu Zao (劉藻) - Fu Yong (傅永) - Fu Shuyan (傅豎眼) - Li Shen (李神) |
| 71.            | Pei Shuye Xiahou Daoqian Li Yuanhu Xi Fayou Wang Shibi Jiang Yuezhi Chun Yudan Li Miao liezhuan (裴叔業 夏侯道遷 李元護 席法友 王世弼 江悦之 淳于誕 李苗 列傳) | biografieën van Pei Shuye, Xiahou Daoqian, Li Yuanhu, Xi Fayou, Wang Shibi, Jiang Yuezhi, Chun Yudan en Li Miao                                                                             | Bevat: - Pei Shuye (裴叔業) - Xiahou Daoqian (夏侯道遷, 438-500) - Li Yuanhu (李元護) - Xi Fayou (席法友, †517) - Wang Shibi (王世弼, †520) - Jiang Yuezhi (江悅之, 445-505) - Chun Yudan (淳于誕) - Li Miao (李苗) |
| 72.            | Yang Ni Jia Sibo Li Shuhu Lu Shiqing Fang Liang Cao Shibiao Pan Yongji Zhu Yuanxu liezhuan (陽尼 賈思伯 李叔虎 路恃慶 房亮 曹世表 潘永基 朱元旭 列傳) | biografieën van Yang Ni, Jia Sibo, Li Shuhu, Lu Shiqing, Fang Liang, Cao Shibiao, Pan Yongji en Zhu Yuanxu                                                                                  | Bevat: - Yang Ni (陽尼) - Jia Sibo (賈思伯, 468-525) - Li Shuhu (李叔虎) - Lu Shiqing (路恃慶) - Fang Liang (房亮) - Cao Shibiao (曹世表) - Pan Yongji (潘永基) - Zhu Yuanxu (朱元旭) |
| 73.            | Xi Kangsheng Yang Dayan Cui Yanbo liezhuan (奚康生 楊大眼 崔延伯 列傳) | biografieën van Xi Kangsheng en Yang Dayan, Cui Yanbo | Bevat: - Xi Kangsheng (奚康生, 486-521) - Yang Dayan (楊大眼, †518) - Cui Yanbo (崔延伯, †525) |
| 74.            | Er Zhurong liezhuan (尒朱榮 列傳) | biografie van Erzhu Rong | Erzhu Rong (尒朱榮, 493-530) |
| 75.            | Erzhu Zhao Erzhu Yanbo Erzhu Dulu Erzhu Tianguang liezhuan (尒朱兆 尒朱彦伯 尒朱度律 尒朱天光 列傳) | biografieën van Erzhu Zhao, Erzhu Yanbo, Erzhu Dulu, Erzhu Tianguang | Bevat: - Erzhu Zhao (尒朱兆, 533) - Erzhu Yanbo (尒朱彥伯, †532) - Erzhu Dulu (尒朱度律) - Erzhu Tianguang (尒朱天光, 496-532) |
| 76.            | Lu Tong Zhang Lie liezhuan (盧同 張烈 列傳) | biografieën van Lu Tong en Zhang Lie | Bevat: - Lu Tong (盧同) - Zhang Lie (張烈) |
| 77.            | Song Fan Xin Xiong Yang Shen Yang Ji Gao Chong liezhuan (宋翻 辛雄 羊深 楊機 高崇 列傳) | biografieën van Song Fan, Xin Xiong, Yang Shen, Yang Ji en Gao Chong | Bevat: - Song Fan (宋翻) - Xin Xiong (辛雄, †534) - Yang Shen (羊深, †535) - Yang Ji (楊機) - Gao Chong (高崇) |
| 78.            | Sun Shao Zhang Puhui liezhuan (孫紹 張普惠 列傳) | biografieën van Sun Shao en Zhang Puhui | Bevat: - Sun Shao (孫紹) - Zhang Puhui (張普惠) |
| 79.            | Cheng Yan Fan Shao Liu Taofu Liu Daobin Dong Shao Feng Yuanxing Lu Yu Zhang Yi liezhuan (成淹 範紹 劉桃符 劉道斌 董紹 馮元興 鹿悆 張熠 列傳) | biografieën van Cheng Yan, Fan Shao, Liu Taofu, Liu Daobin, Dong Shao, Feng Yuanxing, Lu Yu en Zhang Yi                                                                                     | Bevat: - Cheng Yan (成淹) - Fan Shao (范紹) - Liu Taofu (劉桃符, 460-510) - Liu Daobin (劉道斌) - Dong Shao (董紹) - Feng Yuanxing (馮元興) - Lu Yu (鹿悆) - Zhang Yi (張熠) |
| 80.            | Zhu Rui Chilie Yanqing Husi Chun Jia Xiandu Fan Zihu Heba Sheng Houmo Chenyue Hou Yuan liezhuan (朱瑞 叱列延慶 斛斯椿 賈顯度 樊子鵠 賀拔勝 侯莫陳悅 侯淵 列傳) | biografieën van Zhu Rui, Chilie Yanqing, Husi Chun, Jia Xiandu, Fan Zihu, Heba Sheng, Houmo Chenyue en Hou Yuan                                                                             | Bevat: - Zhu Rui (朱瑞, 482-531) - Chilie Yanqing (叱列延慶, †534) - Husi Chun (斛斯椿, 495-537) - Jia Xiandu (賈顯度) - Fan Zihu (樊子鵠, †535) - Heba Sheng (賀拔勝, †544) - Houmo Chenyue (侯莫陳悅) - Hou Yuan (侯淵, †535) |
| 81.            | Qi Jun Shan Wei Liu Renzhi Yuwen Zhongzhi liezhuan (綦儁 山偉 劉仁之 宇文忠之 列傳) | biografieën van Qi Jun, Shan Wei, Liu Renzhi en Yuwen Zhongzhi | Bevat: - Qi Jun (綦儁) - Shan Wei (山偉) - Liu Renzhi (劉仁之, †544) - Yuwen Zhongzhi (宇文忠之) |
| 82.            | Li Yanzhi Zu Ying Chang Jing liezhuan (李琰之 祖瑩 常景 列傳) | biografieën van Li Yanzhi, Zu Ying en Chang Jing | Bevat: - Li Yanzhi (李琰之, †533) - Zu Ying (祖瑩) - Chang Jing (常景) |
| 83A. 83B.      | Waiqi liezhuan (外戚 列傳) | biografieën van verwanten van echtgenoten van keizers | Bevat: - He Ne (賀訥) - Liu Luochen (劉羅辰) - Yao Huangmei (姚黃眉) - Du Chao (杜超, †444) - He Mi (賀迷) - Lu Pi (閭毗) - Feng Xi (馮熙) - Li Jun (李峻, †469) - Li Hui (李惠) - Gao Zhao (高肇, †515) - Yu Jin (于勁) - Hu Guozhen (胡國珍, 438-518) - Li Yanshi (李延寔, †531) |
| 84.            | Rulin liezhuan (儒林列傳)) | biografieën (uit het woud) van confucianistische geleerden | Bevat: - Liang Yue (梁越) - Lu Chou (盧醜) - Zhang Wei (張偉) - Liang Zuo (梁祚) - Ping Heng (平恒) - Chen Qi (陳奇) - Chang Shuang (常爽) - Liu Xianzhi (劉獻之) - Zhang Wugui (張吾貴) - Liu Lan (劉蘭) - Sun Huiyu (孫惠蔚) - Xu Zunming (徐遵明) - Dong Zhi (董徵) - Diao Chong (刁沖) - Lu Yingyu (盧景裕) - Li Tonggui (李同軌) - Li Yexing (李業興) |
| 85.            | Wenyuan liezhuan (文苑列傳) | biografieën (uit de tuin) der literaten | Bevat: - Yuan Yue (袁躍) - Pei Jingxian (裴敬憲) - Lu Guan (盧觀) - Feng Su (封肅) - Xing Cang (邢臧) - Pei Bomao (裴伯茂) - Xing Xin (邢昕) - Wen Zisheng (溫子昇) |
| 86.            | Xiaogan liezhuan (孝感列傳) | biografieën van kinderlijk gehoorzamen | Bevat: - Zhao Yan (趙琰) - Zhang Sunlu (長孫慮) - Qifu Bao (乞伏保) - Sun Yide (孫益德) - Dong Luosheng (董洛生) - Yang Yin (楊引) - Yan Yuanming (閻元明) - Wu Xida (吳悉達) - Wang Xusheng (王續生) - Li Xianda (李顯達) - Zhang Sheng (張昇) - Cang Ba (倉跋) - Wang Chong (王崇) - Guo Wengong (郭文恭) |
| 87.            | Jieyi liezhuan (節義列傳) | biografieën van personen met een bescheiden karakter | Bevat: - Yu Shenmen (于什門) - Duan Jin (段進) - Shi Wende (石文德) - Ji Gu (汲固) - Wang Xuanwei (王玄威) - Lou Ti (婁提) - Liu Kehou (劉渴侯) - Zhu Zhangsheng (朱長生) - Yu Ti (于提) - Ma Balong (馬八龍) - Men Wenai (門文愛) - Chao Qing (晁清) - Liu Houren (劉侯仁) - Shi Zuxing (石祖興) - Shao Hongzhe (邵洪哲) - Wang Rongshi (王榮世) - Hu Xiaohu (胡小虎) - Sun Daodeng (孫道登) - Li Ji (李幾) - Zhang Anzu (張安祖) - Wang Lü (王閭) |
| 88.            | Liangli liezhuan (良吏列傳) | biografieën van oprechte beambten | Bevat: - Zhang Xun (張恂) - Lu Sheng (鹿生) - Zhang Ying (張應) - Song Shijing (宋世景) - Lu Yong (路邕) - Yan Qingyin (閻慶胤) - Ming Liang (明亮) - Du Zuan (杜纂) - Pei Tuo (裴佗) - Dou Yuan (竇瑗) - Yang Dun (羊敦) - Su Shu (蘇淑) |
| 89.            | Kuli liezhuan (酷吏列傳) | biografieën van meedogenloze beambten | Bevat: - Yu Luohou (于洛侯) - Hu Ni (胡泥) - Li Hongzhi (李洪之) - Gaozun (高遵) - Zhang Sheti (張赦提) - Yang Zhi (羊祉) - Cui Xian (崔暹) - Li Dao Yuan (酈道元) - Yu Kai (谷楷) |
| 90.            | Yishi liezhuan (逸士列傳) | biografieën van geleerden die zich hebben teruggetrokken | Bevat: - Sui Kua (眭夸) - Feng Liang (馮亮) - Li Mi (李謐) - Zheng Xiu (鄭脩) |
| 91.            | Shuyi liezhuan (術藝列傳) | biografieën van magiërs en voorspellers | Bevat: - Chao Chong (晁崇) - Zhang Yuan (張淵) - Yin Shao (殷紹) - Wang Zao (王早) - Geng Xuan (耿玄) - Liu Lingzhu (劉靈助) - Jiang Shi (江式) - Zhou Dan (周澹) - Li Xiu (李脩) - Xu Jian (徐謇) - Wang Xian (王顯) - Cui Yu (崔彧) - Jiang Shaoyou (蔣少游) |
| 92.            | Lienü liezhuan (列女列傳) | biografieën van voortreffelijke vrouwen | Bevat: - Feng, vrouw van Cui Lan (崔覽妻封氏) - Liu, vrouw van Feng Zhuo (封卓妻劉氏) - Fang, vrouw van Wei Pu (魏溥妻房氏) - Zhang, vrouw van Hu Changming (胡長命妻張氏) - Sun, dochter van Ping Yan (平原女子孫氏) - Cui, vrouw van Fang Ai (房愛親妻崔氏) - Si Xian, vrouw van Jing Zhouzhen (涇州貞女兕先氏) - Yang, vrouw van Yao Shi (陽尼妻高氏) - Liu, vrouw van Zhang Hongchu (張洪初妻劉氏) - Zhang, vrouw van Dong Jingqi (董景起妻張氏) - Gao, vrouw van Yang Ni (陽尼妻高氏) - Geng, vrouw van Shi Yingzhou (史映周妻耿氏) - Meng, concubine van Ren Chenguo (任城國太妃孟氏) - Liu, vrouw van Gou Jinlong (苟金龍妻劉氏) - Li, vrouw van Lu Yuanli (盧元禮妻李氏) - Yao, vrouw van He Dongxiao (河東孝女姚氏) - Lu, vrouw van Diao Sizun (刁思遵妻魯氏) |
| 93.            | Enxing liezhuan (恩倖列傳) | biografieën van keizerlijke gunstelingen | Bevat: - Wang Rui (王叡) - Wang Zhongxing (王仲興) - Kou Meng (寇猛) - Zhao Xiu (趙脩) - Ru Hao (茹皓) - Zhao Yong (趙邕) - Hou Gang (侯剛) - Zheng Yan (鄭儼) - Xu Ge (徐紇) |
| 94.            | Yanguan liezhuan (閹官列傳) | biografieën van eunuchen | Bevat: - Zong Ai (宗愛) - Chou Luoqi (仇洛齊) - Duan Ba (段霸) - Wang Ju (王琚) - Zhao Hei (趙黑) - Sun Xiao (孫小) - Zhang Zongzhi (張宗之) - Ju Peng (劇鵬) - Zhang You (張祐) - Bao Yi (抱嶷) - Wang Yu (王遇) - Fu Chengzu (苻承祖) - Wang Zhi (王質) - Li Jian (李堅) - Qin Song (秦松) - Bai Zheng (白整) - Liu Teng (劉騰) - Jia Can (賈粲) - Yang Fan (楊範) - Cheng Gui (成軌) - Wang Wen (王溫) - Meng Luan (孟鸞) - Ping Ji (平季) - Feng Jin (封津) - Liu Siyi (劉思逸) |
| 95.            | Xiongnu Liu Cong Jiehu Shi Le Tiefu Liu Hu Tuhe Murong Hui Linwei Di Fu Jian Qiang Yao Chang Lüeyang Di Lü Guang liezhuan (匈奴劉聰 羯胡石勒 鐵弗劉虎 徒何慕容廆 臨渭氐苻健 羌姚萇 略陽氐吕光 列傳)                                                                        | biografieën van Liu Cong van de Xiongnu, Shi Le van de Jie, Liu Hu van de Tiefu, Murong Hui van de Tuhe, Fu Jian van de Linwei Di, Yao Chang van de Qiang en Lü Guang van de Lüeyang Di     | Bevat: - Xiongnu Liu Cong (匈奴劉聰, r.310-318), bedoeld is Liu Cong, heerser over Vroegere Zhao, een van de Zestien Koninkrijken - Jiehu Shi Le (羯胡石勒, r.319-333), bedoeld is Shi Le, stichter van Latere Zhao, een van de Zestien Koninkrijken - Tiefu Liu Hu (鉄弗劉虎, 341), bedoeld is Liu Hu. hoofd van de westelijke tak van de Tiefu-confederatie en daarmee een concurrent voor Tuoba Yulu (拓跋鬱律, keizer Pingwen 北魏平文帝), die hem in 318 versloeg. - Tuhe Murong Hui (徒何慕容廆, r.307-334), bedoeld is Murong Hui, stamhoofd van de Xianbei en stichter van Vroegere Yan, een van de Zestien Koninkrijken, maar hij bleef de suzereiniteit van de Jin-dynastie erkennen. - Linwei Di Fu Jian (臨渭氐苻健, r.351-355), Fu Jian (臨渭) was de stichter van Vroegere Qin, een van de Zestien Koninkrijken - Qiang Yao Chang (羌姚萇, r.384-394), Yao Chang was de stichter van Latere Qin, een van de Zestien Koninkrijken - Lüeyang Di Lü Guang (略陽氐呂光, r.386-400), Lü Guang was de stichter van Latere Liang, een van de Zestien Koninkrijken |
| 96.            | Jian Jin Sima Rui Cong Li Xiong liezhuan (司馬叡列傳 賨李雄列傳) | biografieën van Sima Rui en Cong Li Xiong | Bevat: - Jian Jin Sima Rui (僭晉司馬叡, r.318-323). Bedoeld is keizer Yuan, die in 318 de Oostelijke Jin-dynastie vestigde. Hij werd slechts aangeduid met zijn persoonlijke naam Sima Rui en de neerbuigende toevoeging jian (僭, usurpator) - Cong Li Xiong (賨李雄, r.303-334). Bedoeld is keizer Wu, stichter van Cheng-Han, een van de Zestien Koninkrijken. Hij wordt slechts aangeduid met zijn persoonlijke naam Li Xiong, die tot de clan Cong van de Di behoorde. |
| 97.            | Daoyi Huan Xuan Haiyi Feng Ba Daoyi Liu Yu liezhuan (島夷桓玄 海夷馮跋 島夷劉裕 列傳) | biografieën van Huan Xuan van de Daoyi, Feng Ba van de Haiyi en Liu Yu van de Daoyi | Bevat: - Daoyi Huan Xuan (島夷桓玄, 369-404), bedoeld is Huan Xuan (桓玄), die rebelleerde tegen de Jin-keizer An en zich in 403 uitriep tot (tegen)keizer Wudao van Chu (楚武悼帝). Net als de heersers van de Zuidelijke Dynastieën kreeg ook hij de neerbuigende toevoeging daoyi (島夷, barbaar van de eilanden) - Haiyi Feng Ba (海夷馮跋, r.409-430). Bedoeld is keizer Wencheng (北燕文成帝) van Noordelijke Yan, een van de Zestien Koninkrijken. Hij wordt slechts aangeduid met zijn persoonlijke naam Feng Ba en de neerbuigende toevoeging haiyi (海夷, barbaar van de zee) - Daoyi Liu Yu (島夷劉裕, r.420-422), Bedoeld is keizer keizer Wu (劉宋武帝) van de Liu Song-dynastie (420-479), die slechts werd aangeduid met zijn persoonlijke naam Liu Yu en de neerbuigende toevoeging daoyi (島夷, barbaar van de eilanden). |
| 98.            | Daoyi Xiao Daocheng Daoyi Xiaoyan liezhuan (島夷蕭道成 島夷蕭衍 列傳) | biografieën van Xiao Daocheng van de Daoyi en Xiaoyan van de Daoyi | Bevat: - Daoyi Xiao Daocheng (島夷蕭道成, r.479-482). Bedoeld is keizer keizer Gao (南齊高帝) van de Zuidelijke Qi-dynastie (479 – 502), die slechts werd aangeduid met zijn persoonlijke naam Xiao Daocheng en de neerbuigende toevoeging daoyi (島夷, barbaar van de eilanden). - Daoyi Xiao Yan (島夷蕭衍, r.482-493) Bedoeld is keizer keizer Wu (南齊武帝) van de Zuidelijke Qi-dynastie (479 – 502), die slechts werd aangeduid met zijn persoonlijke naam Xiao Yan en de neerbuigende toevoeging daoyi (島夷, barbaar van de eilanden). |
| 99.            | Sishu Liangzhou Mu Zhangshi Xianbei Qifu Guoren Xianbei Tufa Wugu Sishu Liangwang Ligao Lushuihu Juqu Mengxun liezhuan (私署凉州牧張實 鮮卑乞伏國仁 鮮卑秃發烏孤 私署凉王李暠 盧水胡沮渠蒙遜 列傳)                                                                         | biografieën van gouverneur Mu Zhangshi van Liangzhou, Qifu Guoren van de Xianbei, Tufa Wugu van de Xianbei, gouverneur Liangwang Ligao en Juqu Mengxun van de Lushuihu                      | Bevat: - Sishu Liangzhou Mu Zhangshi (私署涼州牧張寔, r.314-320), Zhang Shi, hier aangeduid als gouverneur van Vroegere Liang, een van de Zestien Koninkrijken - Xianbei Qifu Guoren (鮮卑乞伏國仁, †388, r.385-388), Qifu Guoren was de stichter van het koninkrijk Westelijke Qin, een van de Zestien Koninkrijken - Xianbei Tufa Wugu (鮮卑禿髮烏孤, †399, r.397-399), Tufa Wugu was de stichter van Zuidelijke Liang, een van de Zestien Koninkrijken - Sishu Liangwang Ligao (私署涼王李暠, 351–417, r.400-417), Li Gao, was de stichter van de Westelijke Liang, een van de Zestien Koninkrijken, hier aangeduid als gouverneur. Hij ontving postuum de titel Koning Wuzhao van Liang (涼武昭王) - Lushuihu Juqu Mengxun (盧水胡沮渠蒙遜, 368–433, r.401-433), Juqu Mengxun behoorde tot de Lushuihu (van de Xiongnu?) en was de eerste heerser van de Juqu-clan over Noordelijke Liang, een van de Zestien Koninkrijken. |
| 100.           | Goguryeo Baiji Wuji Shiwei Doumolou Didouyu Kumo Xi Qidan Wuluohou (高句麗 百濟 勿吉 失韋 豆莫婁 地豆于 庫莫奚 契丹 烏洛侯) | Goguryeo, Baekje, Wuji, Shiwei, Doumolou, Didouyu, Kumo Xi, Qidan en Wuluohou | Bevat: - Gaojuli (高句麗), Koguryo, koninkrijk op het Koreaans schiereiland - Baiji (百濟), het koninkrijk Paekche op het Koreaans schiereiland - Wuji (勿吉), verzamelnaam voor een groep jagers en verzamelaars ten noorden van Koguryo - Shiwei (失韋), afstammelingen van de Yuwen-Xianbei in het noordoosten van Mantsjoerije - Doumolou (豆莫婁), het Koreaans koninkrijk Dumakru in centraal Mantsjoerije - Didouyu (地豆于), deel van de Xianbei dat in de 5e eeuw in west-Mantsjoerije woonde - Kumo Xi (庫莫奚), volk dat tussen 3e en 10e eeuw in het huidige Mantsjoerije woonde - Qidan (契丹), de Kitan - Wuluohou (烏洛侯), volk dat de Grote Hinggan in het noordoosten van het huidige Binnen-Mongolië bewoonde |
| 101.           | Di Tuyuhun Dangchang Gaochang Dengzhi Man Liao (氐 吐榖渾 宕昌 高昌 鄧至 蠻 獠) | Di, Tuyuhun, Dangchang, Gaochang, Dengzhi, Man en Liao | Bevat: - Di (氐), bedoeld zijn de Di - Tuyuhun, (吐谷渾) - Dangchang Qiang (宕昌羌), koninkrijk in het huidige Gansu, gesticht door Liu Qin (梁勤), die begin van de 5e eeuw een aantal stammen verenigde. De staat bestond tot ongeveer 550. - Gaochang (高昌, ook bekend als Khocho), oasestad aan de Zijderoute - Dengzhi (鄧至), koninkrijk in het huidige Sichuan, 430-550 - Man (蠻), bedoeld zijn zuidelijke volkeren. - Liao (獠), zuidwestelijke volkeren die noordelijke Taitalen spraken |
| 102.           | Xiyu (西域 ) | Westelijke gebieden | Bevat: - Shanshan (鄯善), Kroraina, oasestad in het huidige Xinjiang aan de Zijderoute - Yutian (于闐), het Koninkrijk Hotan - Jushi (車師), Gushi, mogelijk verwant met de Yuezhi - Yanqi (焉耆), Karasahr, oasestad in het huidige Xinjiang aan de Zijderoute - Guizi (Qiuci , 龜茲), Kuqa, oasestad in het huidige Xinjiang aan de Zijderoute - Wusun (烏孫) - Shule (疏勒) het gebied rond Kashgar in het huidige Xinjiang - Yueban (悅般), het restant van de noordelijke Xiongnu na het uiteenvallen van hun confederatie - Bosi (波斯), het Perzische Rijk - Da Yueshi (大月氏) - Anxi (安息), de Parthen - Da Qinguo (大秦國), Da Qin, het (oostelijk deel) van het Romeinse Rijk |
| 103            | Rouran Xiongnu Yuwen Mohuai Tuhe Duanjiu Liujuan Gaoche (蠕蠕 匈奴宇文莫槐 徒何段就六眷 高車) | Rouran, Xiongnu Yuwen Mohuai, Tuhe Duanjiu Liujuan en Gaoche | Bevat: - Rouran (蠕蠕) - (Xiongnu) Yuwen Mohuai (匈奴宇文莫槐) - (Tuhe) Duanjiu Liujuan (徒何段就六眷, †318) - Gaoche 高車, ook Tölös of Tiele (铁勒), Turks volk in Centraal Azië, 480-540 |
| 104            | Zixu (自序) | eigen nawoord | Nawoord (xu) door en autobiografie van de samensteller Wei Shou. |

### Verhandelingen
Zhi (志, verhandelingen). Er worden tien gebieden van staatsbemoeienis omschreven. In juan 113 wordt onder meer de omzetting van Tuoba-familienamen naar Chinese achternamen beschreven (zoals die van Tuoba naar Yuan). Juan 114 is een verhandeling over Boeddhisme en Taoïsme. Die combinatie maakt deze verhandeling uniek in de reeks officiële dynastieke geschiedenissen.
Juan 105-114:
| juan                    | Titel                  | Vertaling                                                 | Opmerkingen                                                              |
| ----------------------- | ---------------------- | --------------------------------------------------------- | ------------------------------------------------------------------------ |
| 105A. 105B. 105C. 105D. | tianxiang zhi (天象志) | verhandeling over de hemelse patronen                     | Bedoeld is astrologie/astronomie.                                        |
| 106A. 106B. 106C.       | dixing zhi (地形志)    | verhandeling over de vorm van het land                    | Bedoeld is bestuurlijke geografie, de organisatie van het lokaal bestuur |
| 107A. 107B.             | lüli zhi (律曆志)      | verhandeling over toonhoogtebuizen en de hemelse systemen | Bedoeld worden metrologie, toonordening en de kalender.                  |
| 108A. 108B. 108C. 108D. | li zhi (禮志)          | verhandeling over riten                                   |                                                                          |
| 109.                    | yue zhi (樂志)         | verhandeling over (hof)muziek                             |                                                                          |
| 110.                    | shihuo zhi (食貨志)    | verhandeling over voedsel en grondstoffen                 | Bedoeld is de economie.                                                  |
| 111.                    | xingfa zhi (刑罰志)    | verhandeling over straf en wetgeving                      | Bedoeld is de strafwetgeving                                             |
| 112A. 112B.             | lingzheng zhi (靈徵志) | verhandeling over gunstige voortekens                     |                                                                          |
| 113.                    | guanshi zhi (官氏志)   | verhandeling over staatsambten en naamgeving              |                                                                          |
| 114.                    | Shi Lao zhi (釋老志)   | verhandeling over Boeddhisme en Taoïsme                   |                                                                          |

## Chinese tekst

### Tekst in klassiek Chinees
De Zhonghua-uitgave van de Vierentwintig Geschiedenissen is de meest gebruikte uitgave. De teksten zijn voorzien van leestekens, ingedeeld in paragrafen en geschreven in traditionele karakters. Zowel van de oorspronkelijke als van de herziene uitgave zijn talrijke herdrukken verschenen, die onderling op details kunnen afwijken.
- 魏收, 《魏書》(130卷), 北京 (中華書局), 1973 (Wei Shou, Weishu (130 juan), Beijing (Zhonghua shu ju), 1973), 6 delen, 1904 pp.

Herdrukt 1999, ISBN 9787101021288.
De Zhonghua-uitgave is ook digitaal beschikbaar via het project Scripta Sinica van de Academia Sinica, Taipei.

### Tekst in hetbaihuawen
- 杨世文 郑晔, 《魏书选译》, 南京 (凤凰出版社) 2011 (Yang Shiwen en Zheng Ye, Wei shu xuan yi, Nanjing (Feng huang chu banshe) 2011, ISBN 9787550603479.
  - Vertaling en commentaar. Het werk is uitgegeven in Vereenvoudigde Chinese karakters.

## Vertalingen
Er is geen volledige vertaling van Weishu in westerse talen. Wel zijn er vertalingen van losse hoofdstukken, waaronder:
- Holmgren, Jennifer., Annals of Tai. Early T'o-pa History According to the First Chapter of the Wei-shu, Canberra (Australian National University Press) 1982, ISBN 0909879168.
- Tsukamoto Zenryū, 'Wei Shou. Treatise on Buddhism and Taoism. English translation by Leon Hurvitz of the original text of the "Wei shu" CXIV and of the Japanese annotation by Tsukamoto Zenryū', in: Mizuno Seiichi en Nagahiro Toshio, Yün-kang. The Buddhist Cave-Temples of the Fifth Century A.D. in North China. Detailed report of the archaeological survey carried out by the mission of the Tohōbunka Kenkyūsho 1938-1945, vol XVI (supplement), Kyoto (Kyoto University, Jimbunkagaku Kenkyūsho) 1956, pp. 23–103.

### Geraadpleegde literatuur
- (en)  Klein, Kenneth,Wei Shu in: Chennault, Cynthia L. e.a. (eds.), Early Medieval Chinese Texts. A Bibliographical Guide, Berkeley (Institute of East Asian Studies) 2015, (China Research Monograph 71), ISBN 978-9-00419-240-9, pp. 368–372.
- (en)  Knechtges, David R., Wei Shu in: Knechtges, David R. en Chang Taiping (red.), Ancient and Early Medieval Literature. A Reference Guide (Handbuch der Orientalistik; 4. Abt., China; vol.25/2), Leiden (Brill) 2014, deel II, ISBN 978-90-04-19240-9, pp. 1298–1300.

### Overige literatuur
- Ware, J.R., 'Notes on the History of the Wei Shu', in: Journal of the American Oriëntal Society, 52 (1932), pag. 35-45.
- Dien, Albert E. 'Wei Tan and the Historiography of the Wei-shu', in: Kroll, Paul W. en David R. Knechtges (eds.), Studies in Early Medieval Chinese Literature and Cultural History. In Honor of Richard B. Mather and Donald Holzman, Provo UT (T'ang Studies Society) 2003, ISBN 0972925503, pp. 399–466.
- Holmgren, Jennifer, Women's Biographies in the Wei-shu. A Study of the Moral Attitudes and Social Background Found in Women's Biographies in the Dynastic History of the Northern Wei, Canberra (Australian National University) 1979.